# Liste des aqueducs romains de France
Cet article recense les aqueducs romains de France.
Il y aurait 110 aqueducs romains sur le territoire français sur une totalité de 156 sites,.

## Liste

### Auvergne-Rhône-Alpes
- Ain :
  - Aqueduc de Briord
  - Aqueduc de Divonne à Nyon

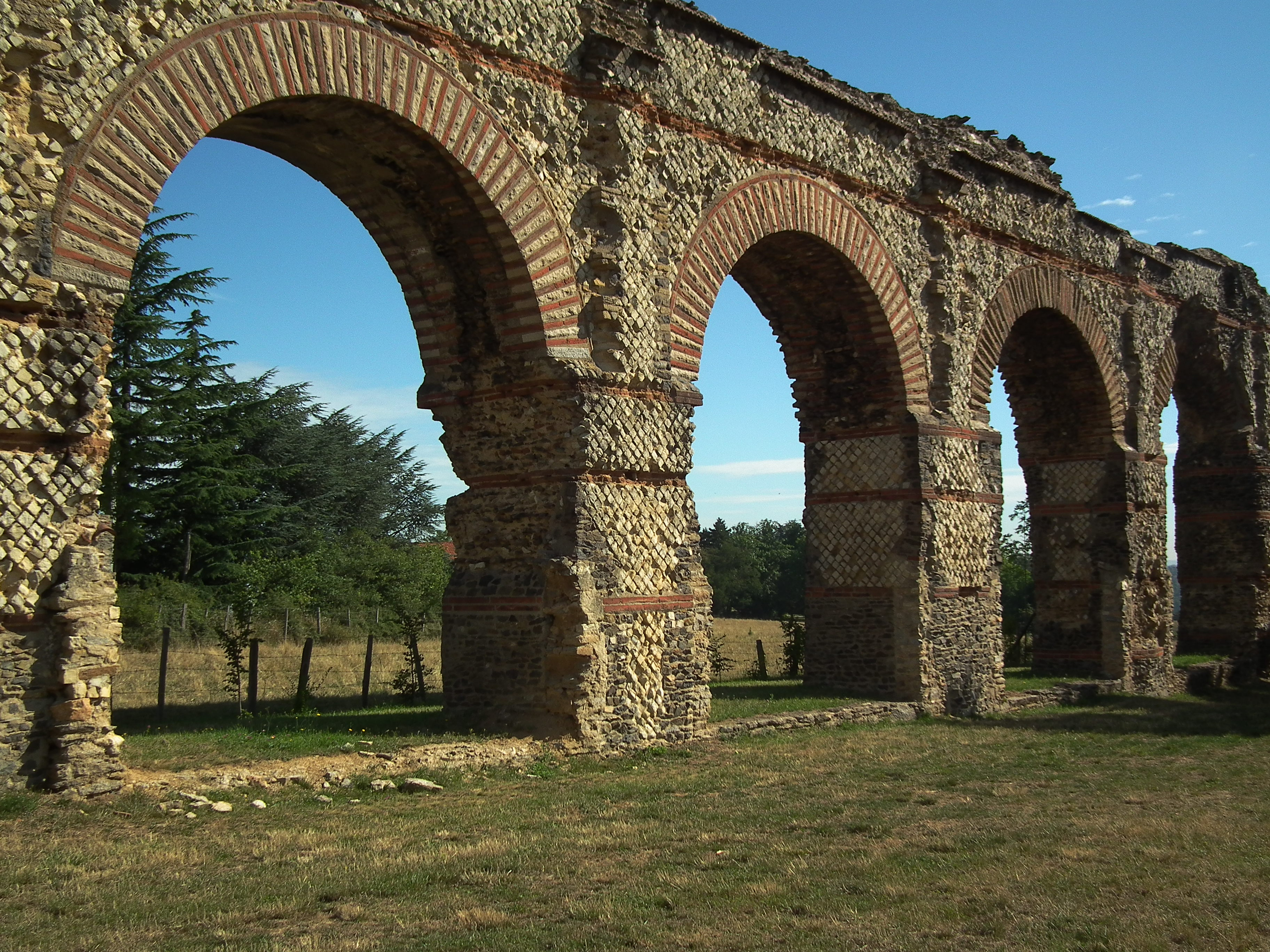
Aqueduc du Gier à Chaponost.

  - Aqueduc romain de Vieu (Venetonimagus)

- Allier :
  - Aqueducs de Néris-les-Bains (Aquae Neri) :
    - Aqueduc des Combes
    - Aqueduc des Viviers
    - Aqueduc de Chorles

  - Aqueduc de Vichy (Aquae Caldae)

- Drôme :
  - Aqueducs de Die (Dea Augusta Vocontiorum)
    - Aqueduc de Rays
    - Aqueduc de Valcroissant

- Isère :
  - Aqueducs de Vienne (Vienna) :
    - Aqueducs d'Estrablin
      - Aqueduc 1 (Aiguebelle)
      - Aqueduc 2 et 3 en parallèle (Fémens)
      - Aqueduc 4 de la Gabetière
      - Aqueduc 5 délestage du 4
      - Aqueduc 6 de la Suze

    - Aqueducs d'Eyzin-Pinet
      - Aqueduc de Sainte-Blandine
      - Aqueduc 11 des Tupinières
      - Aqueduc de Romestang

- Loire :
  - Aqueduc de Feurs (Forum segusiavorum)

- Haute-Loire :
  - Aqueduc de Saint-Paulien (Ruessio)

- Puy-de-Dôme :
  - Aqueduc de Clermont-Ferrand (Augustonemetum)

- Rhône :
  - Aqueducs de Lyon (Lugdunum) :
    - Aqueduc des monts d'Or
    - Aqueduc de l'Yzeron
    - Aqueduc de la Brévenne
    - Aqueduc du Gier

### Bourgogne-Franche-Comté
- Doubs :
  - Aqueduc d'Arcier, Besançon (Vesontio)
  - Aqueduc de Mandeure (Epamantadurum)

- Jura :
  - Aqueduc de Villards-d'Héria

- Saône-et-Loire :
  - Aqueducs d'Autun (Augustodinum) :
    - Aqueduc de Montjeu
    - Aqueduc de Montdru

  - Aqueduc de Chalon-sur-Saône (Cabillonum)

- Yonne :
  - Aqueduc de Sens (Agedincum)

### Bretagne
- Côtes-d'Armor :
  - Aqueduc de Guingamp
  - Aqueduc du Moustoir

- Finistère :
  - Aqueduc romain de Carhaix-Plouguer (Vorgium[3]) :
    - Aqueduc de Glomel
    - Aqueduc du Moustoir

- Ille-et-Vilaine :
  - Aqueduc de Rennes (Condate)
  - Aqueduc de Saint-Malo (Aletum)

### Centre-Val de Loire
- Cher :
  - Aqueducs de Bourges (Avaricum) :

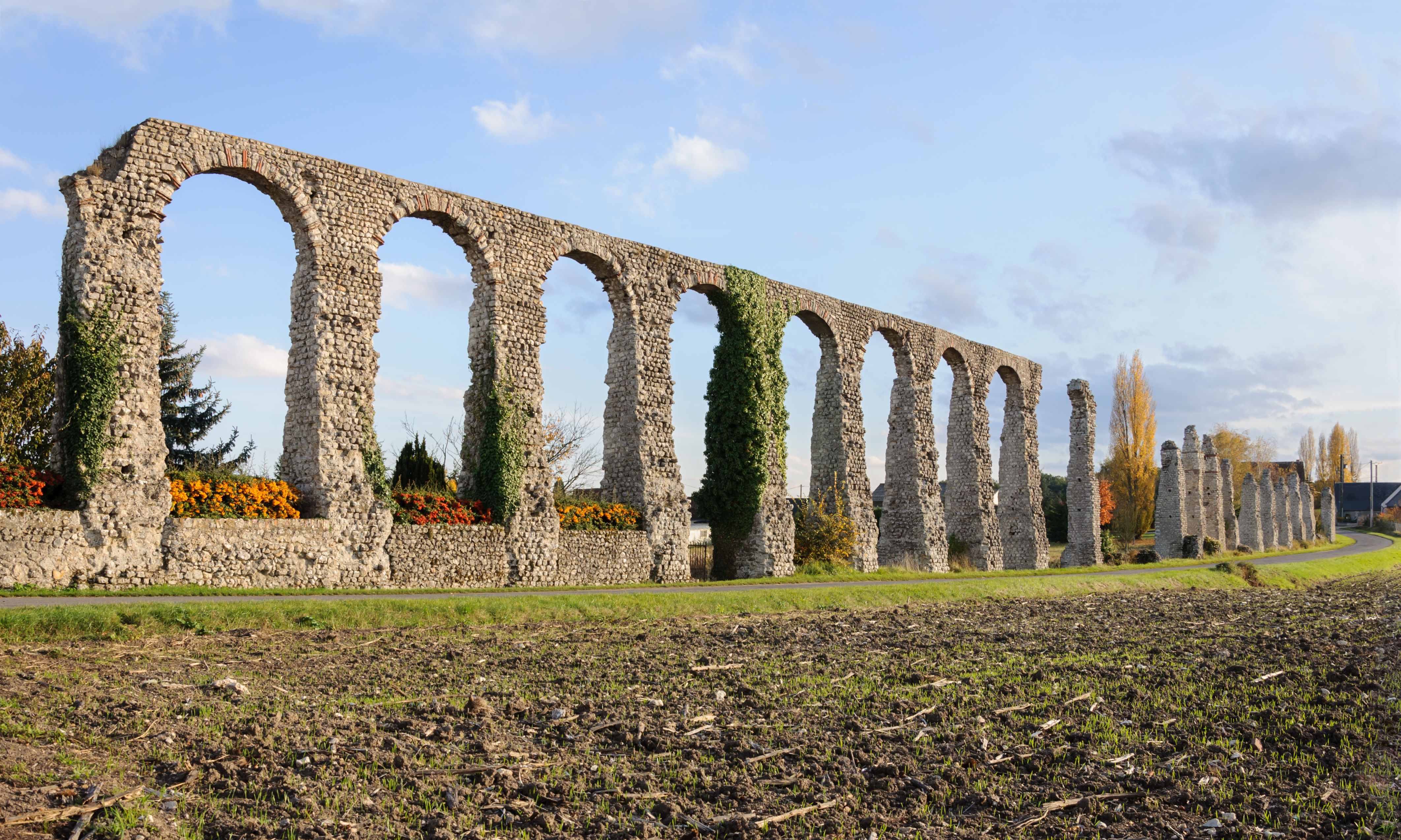
Vestiges de l'aqueduc de Luynes, Indre-et-Loire.

    - Aqueduc de la fontaine de Tralay
    - Aqueduc de la Pyrotechnie (fin du précédent ?)
    - Aqueduc de l'Yèvre
    - Aqueduc de la Fontaine Saint-Jacques
    - Aqueduc de la montagne de Haute-Brune

- Eure-et-Loir :
  - Aqueducs de Chartres (Autricum) :
    - Aqueduc de Landelles
    - Aqueduc d'Houdouenne

- Indre :
  - Aqueduc de Saint-Marcel

- Indre-et-Loire :
  - Aqueduc de Contray, Loches
  - Aqueduc de Luynes, Luynes
  - Aqueducs de Tours (Caesarodunum) :
    - Aqueduc de Fontenay, de Bléré à Tours
    - Aqueduc de Tours (intra-muros)

- Loiret :
  - Aqueduc d'Orléans (Genabum)
  - Aqueduc de Montbouy

### Grand Est
- Aisne :
  - Aqueduc d'Orgeval à Soissons

- Aube :
  - Aqueduc de Troyes (Augustobona)

- Marne :
  - Aqueduc de Reims (Durocortorum)

- Haute-Marne :
  - Aqueduc de Fontaines-sur-Marne

- Moselle :

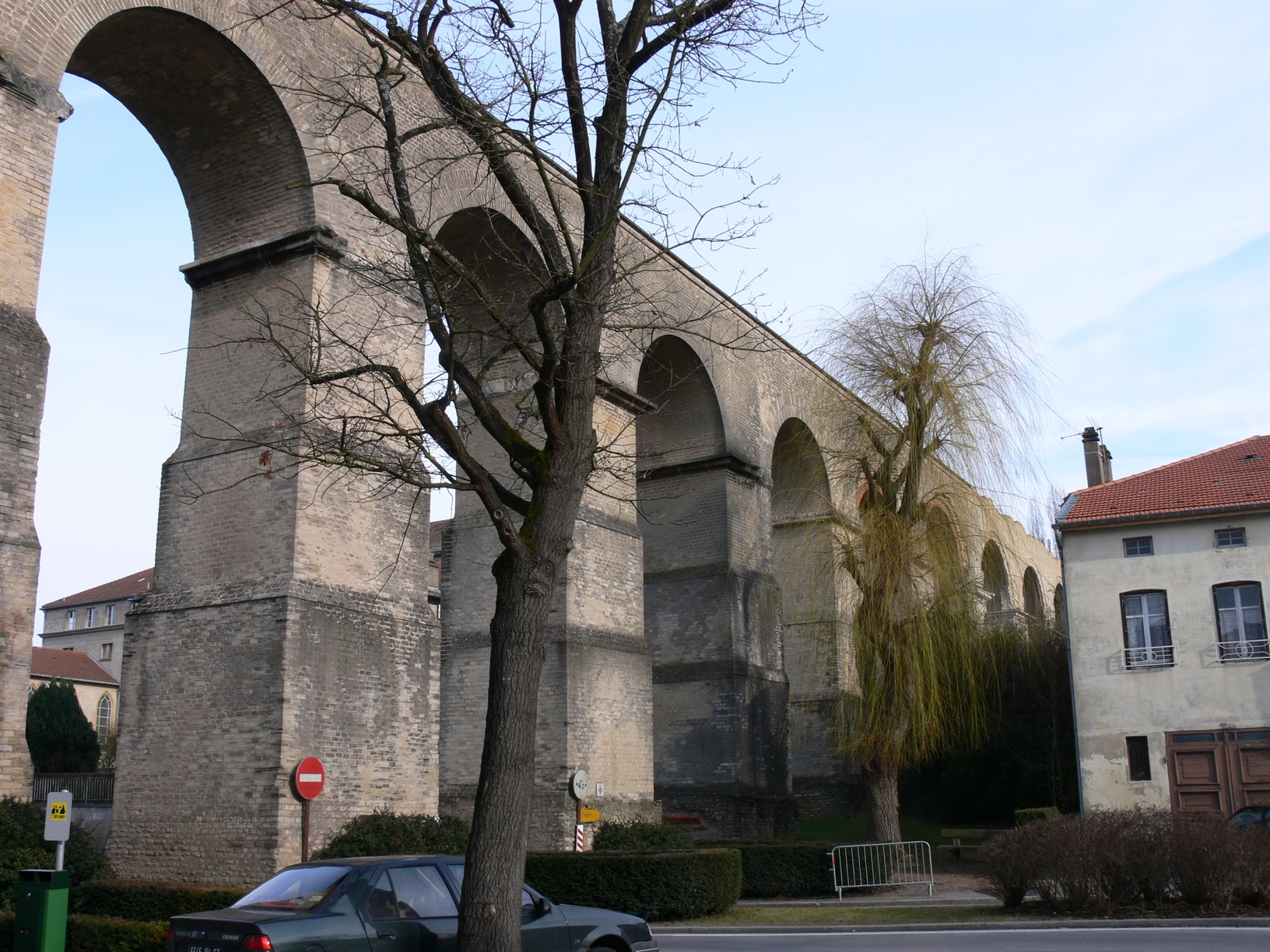
Aqueduc de Gorze à Metz.

  - Aqueduc de Gorze à Metz, Metz (Divodorum Mediomatricorum)
  - Aqueduc de Sarrebourg
  - Aqueduc d'Entrains-sur-Nohain (Intaranum)
  - Aqueduc de Montreuillon

- Bas-Rhin :
  - Aqueduc de Brumath
  - Aqueduc de Strasbourg (Argentorate)

- Vosges :
  - Aqueducs de Grand (Andesima ?) :
    - Aqueduc du Sauveuil
    - Aqueduc d'Audeuil

### Hauts-de-France
- Nord :
  - Aqueducs de Bavay (Bagacum) :
    - Aqueduc principal
    - Aqueducs autres

  - Aqueduc de Famars (Fanum Martis)

- Oise :
  - Aqueduc de Beauvais
  - Aqueduc de Senlis (Augustomagus Silvanectum)

- Pas-de-Calais :
  - Aqueduc de Thérouanne

- Somme :
  - Aqueduc d'Amiens (Samabriva Ambianorum)
  - Aqueduc de Bourdon-Lancy (Aquae Bormonis)

### Île-de-France
- Paris et Val-de-Marne :
  - Aqueduc de Lutèce (Lutetia Parisiorum)

- Seine-et-Marne :
  - Aqueduc de Meaux (Iatinum)

### Normandie
- Calvados :
  - Aqueduc de Bayeux (Augustodurum)
  - Aqueduc d'Aunay-sur-Odon
  - Aqueducs de Lisieux (Noviomagus Lexoviorum) :
    - Aqueduc de Glos
    - Aqueduc du Vieux-Lisieux

  - Aqueduc de Vieux (Aregenua)

- Eure :
  - Aqueduc du Vieil-Évreux (Gisacum)

- Manche :
  - Aqueduc d'Avranches (Legedia)

- Seine-Maritime :
  - Aqueduc de Lillebonne (Iuliobona)

### Nouvelle-Aquitaine
- Charente :
  - Aqueduc de Fouqueure

- Charente-Maritime :
  - Aqueduc de Saintes (Mediolanum Santonum)

- Creuse :
  - Aqueduc d'Évaux-les-Bains (Ivavunum)

- Dordogne :
  - Aqueducs de Vésone, Périgueux (Vesunna Petrucoriorum) :
    - Aqueduc de la Boissière
    - Aqueduc de Toulon
    - Aqueduc de Grandfont

- Gironde :
  - Aqueduc de Villenave-d'Ornon à Bordeaux

- Landes :
  - Aqueducs de Dax (Aquae Tabellicae) :
    - Aqueduc de la Fontaine chaude
    - Aqueduc de Saint-Paul

- Vienne :
  - Aqueducs de Poitiers (Limonum Pictonum) :
    - Aqueduc de Cimeau
    - Aqueduc de Basse-Fontaine
    - Aqueduc de Fleury

  - Aqueduc de Saint-Benoit (Hermitage)

- Haute-Vienne :
  - Aqueducs de Limoges (Augustoritum Lemovicum) :
    - Grands aqueducs collecteurs extra-muros :
      - Aqueduc de Corgnac-Aigoulène
      - Aqueduc de Beaubreuil

    - Aqueducs urbains :
      - Aqueduc des Clairettes

    - Aqueducs de captage de proximité :
      - avenue Baudin

### Occitanie
- Aude :
  - Aqueduc de Mailhac
  - Aqueducs de Narbonne (Narbo Martius)

- Aveyron :
  - Aqueduc de Rodez (Segodunum)

- Gard :
  - Aqueduc de Beaucaire (Ugernum)
  - Aqueduc de Laudun
  - Aqueduc de Nîmes (Nemausus)

- Haute-Garonne :

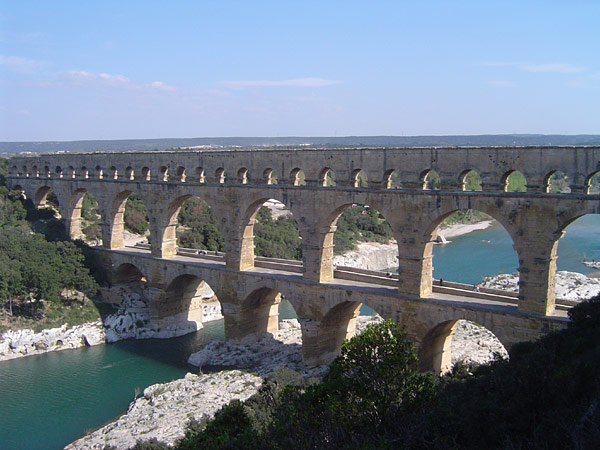
Pont du Gard, élément de l'aqueduc de Nîmes, vue générale du pont-aqueduc.

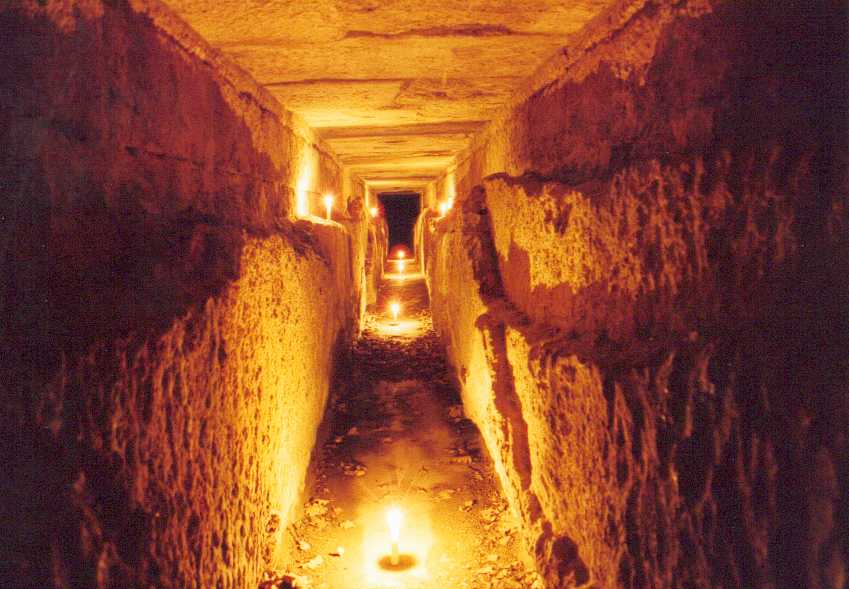
Vue intérieure du pont du Gard.

  - Aqueduc de Saint-Bertrand-de-Comminges (Lugdunum Convenarum)
  - Aqueducs de Toulouse (Tolosa) :
    - Aqueduc de Lardenne
    - Aqueduc de Guilheméry

- Gers :
  - Aqueduc d'Auch
  - Aqueducs de Lectoure (Lactora)

- Hérault :
  - Aqueducs de Béziers (Beaterrae) :
    - premier aqueduc
    - aqueduc de la Carrière Vieille

  - Aqueduc de Causses-et-Veyran
  - Aqueduc de Montpellier
  - Aqueduc de Saint-André-de-Sangonis
  - Aqueduc de Vendres

- Lot :
  - Aqueduc de Cahors (Divona Cadurcorum)

- Pyrénées-Orientales :
  - Aqueduc d'Ansignan

- Tarn :
  - Aqueduc de Castres

### Pays de la Loire
- Loire-Atlantique :
  - Aqueduc d'Arthon-en-Retz

- Mayenne :
  - Aqueduc de Jublains (Noviodunum)

- Sarthe :
  - Aqueducs du Mans (Subdinum) :
    - Aqueduc des Fontenelles
    - Aqueduc de l'Hopitau
    - Aqueduc d'Issac
    - Conduite d'Isaac
    - Aqueduc d'Isaac no 2
    - Aqueduc de Monnet
    - Aqueduc de la Motte

### Provence-Alpes-Côte d'azur
- Hautes-Alpes :
  - Aqueduc de Briançon (Brigantium)

- Alpes-Maritimes :
  - Aqueducs d'Antibes (Antipolis) :

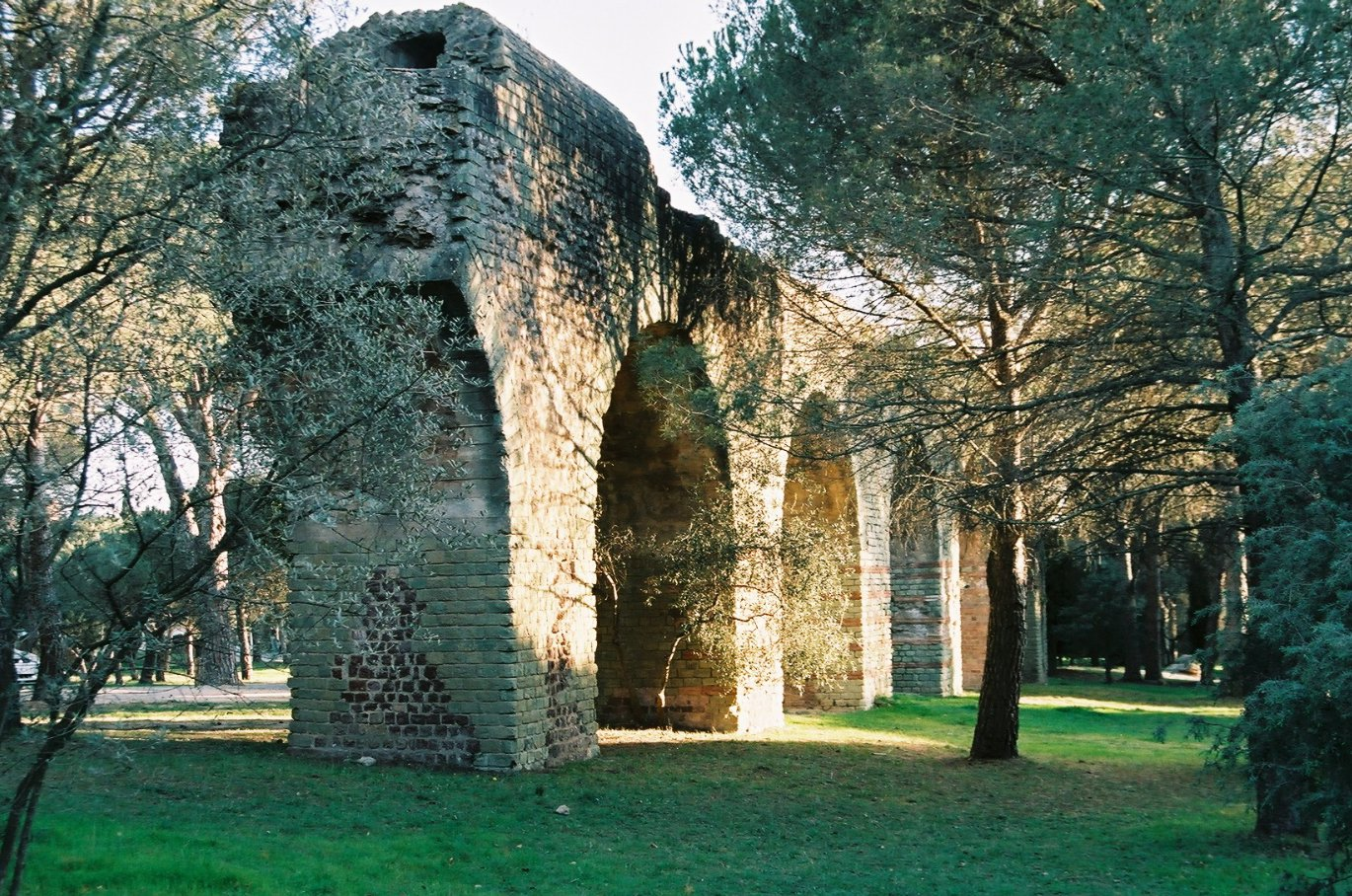
Aqueduc de Mons à Fréjus.

    - Aqueduc de la Bouillide (ou de Clausonnes)
    - Aqueduc de la Font-Vieille à Biot

  - Aqueducs de Nice / Cimiez (Cemenelum) :
    - Aqueduc de Mouraille
    - Aqueduc de Falicon

  - Aqueduc de La Turbie

- Bouches-du-Rhône :
  - Aqueducs d'Aix-en-Provence (Aquae Sextiae Salluviorum) :
    - Aqueduc de Saint-Antonin-sur-Bayon
    - Aqueduc de Vauvenargues
    - Aqueduc de la Traconnade Jouques
    - Aqueduc de la Trévaresse : rejoignait l'aqueduc de la Traconnade.

  - Aqueducs d'Arles :
    - Aqueduc de Caparon ou des Baux
    - Aqueduc d'Eygalières
    - Aqueduc de Barbegal, ou des Moulins

  - Aqueducs de Marseille (Massillia) :
    - Marseille Nord
    - Vieux-port

  - Aqueducs de Saint-Rémy-de-Provence (Glanum)

- Var :
  - Aqueduc de Bras-les Carteret
  - Aqueduc du Castellet-le-haut-du-Vignerais
  - Aqueduc de La Crau-Mesclans
  - Aqueduc de Toulon (Telo Martius)
  - Aqueduc de Tourves
  - Aqueduc de Mons à Fréjus (Forum Julii)
  - Aqueduc d'Avignon (Avenio)

- Vaucluse :
  - Aqueduc de Fontaine-de-Vaucluse
  - Aqueduc d'Orange (Arausio)
  - Aqueducs de Vaison-la-Romaine (Vasio) :
    - Aqueduc de Sainte-croix
    - Aqueduc de Groseau